# 神村町 (名古屋市)
神村町（かみむらちょう）は、愛知県名古屋市昭和区の地名。現行行政地名は神村町1丁目および神村町2丁目。住居表示未実施。

## 地理
名古屋市昭和区北東部に位置する。西は田面町、北は千種区に接する。

## 歴史

### 沿革
- 1942年（昭和17年）11月27日 - 昭和区広路町および同区田代町の各一部により、同区神村町として成立[1]。
- 1945年（昭和20年）9月20日 - 昭和区広路町および同区田代町の各一部を編入する[1]。

## 世帯数と人口
2019年（平成31年）1月1日現在の世帯数と人口は以下の通りである。
| 町丁   | 世帯数  | 人口  |
| ------ | ------- | ----- |
| 神村町 | 410世帯 | 792人 |

### 人口の変遷
国勢調査による人口の推移
| 1950年（昭和25年） | 117人   | [ 8 ]  |  |
| 1955年（昭和30年） | 247人   | [ 8 ]  |  |
| 1960年（昭和35年） | 449人   | [ 9 ]  |  |
| 1965年（昭和40年） | 737人   | [ 9 ]  |  |
| 1970年（昭和45年） | 1,003人 | [ 10 ] |  |
| 1975年（昭和50年） | 1,078人 | [ 10 ] |  |
| 1980年（昭和55年） | 966人   | [ 11 ] |  |
| 1985年（昭和60年） | 932人   | [ 11 ] |  |
| 1990年（平成2年）  | 910人   | [ 12 ] |  |
| 1995年（平成7年）  | 917人   | [ 13 ] |  |
| 2000年（平成12年） | 858人   | [ 14 ] |  |
| 2005年（平成17年） | 831人   | [ 15 ] |  |
| 2010年（平成22年） | 810人   | [ 16 ] |  |
| 2015年（平成27年） | 873人   | [ 17 ] |  |

## 学区
市立小・中学校に通う場合、学校等は以下の通りとなる。また、公立高等学校に通う場合の学区は以下の通りとなる。
| 番・番地等 | 小学校               | 中学校               | 高等学校 |
| ---------- | -------------------- | -------------------- | -------- |
| 全域       | 名古屋市立伊勝小学校 | 名古屋市立川名中学校 | 尾張学区 |

## 施設
- 的場観音[7]

## 交通
地区内に地下鉄および路線バスは通っていない。最寄駅は名城線の名古屋大学駅。最寄りのバス停は田代本通・見付小学校バス停（栄16・千種巡回・名駅17）および前山町・楽園町バス停（栄17）

## その他

### 日本郵便
- 郵便番号 : 466-0802[4]（集配局：昭和郵便局[20]）。